# Колібрі-тонкодзьоб синьохвостий
Колі́брі-тонкодзьо́б синьохвостий (Chalcostigma stanleyi) — вид серпокрильцеподібних птахів родини колібрієвих (Trochilidae). Мешкає в Андах. Вид названий на честь британського державного діяча Едуарда Генрі Стенлі, 15-го графа Дербі.

## Опис

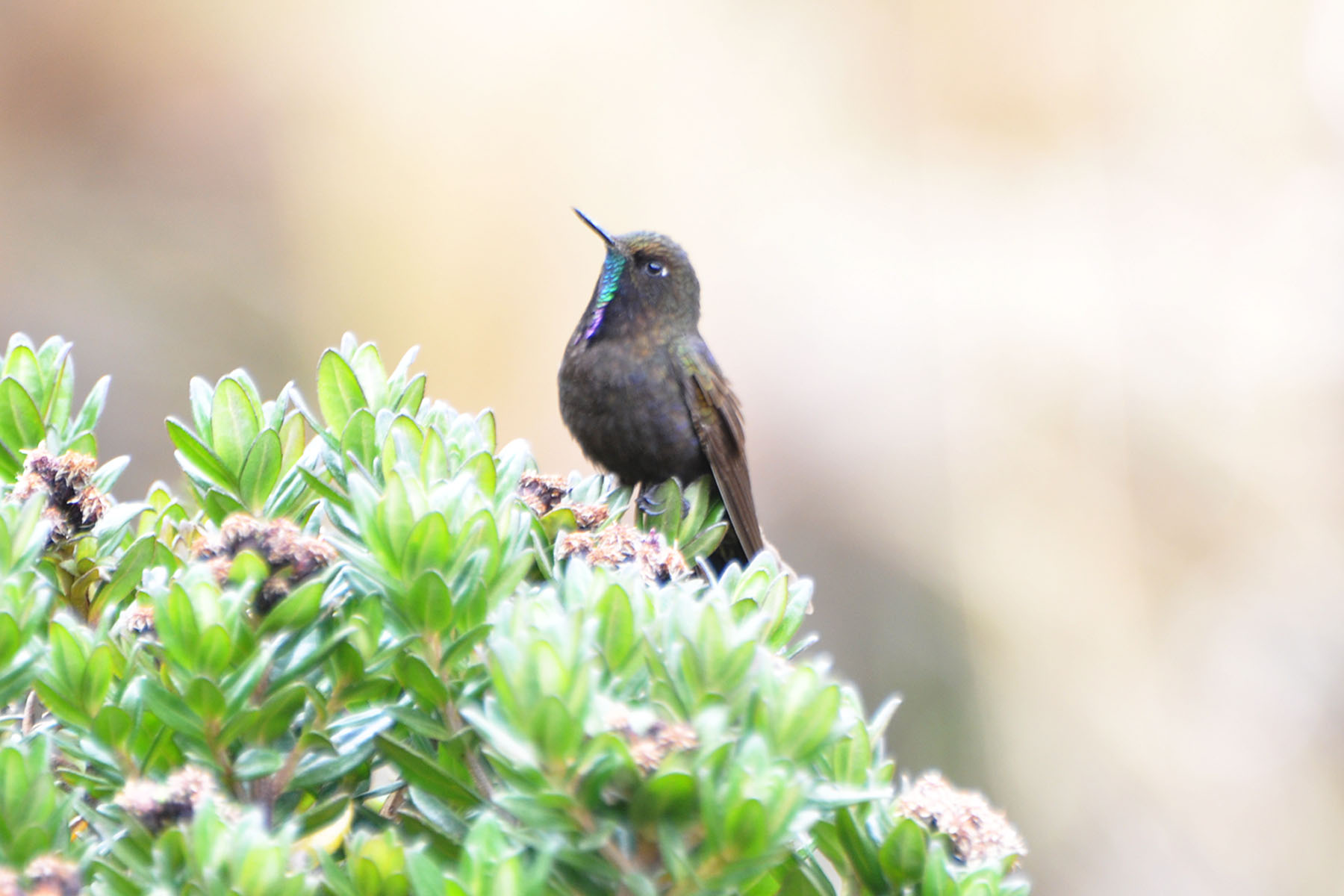
Синьохвостий колібрі-тонкодзьоб (Еквадор)

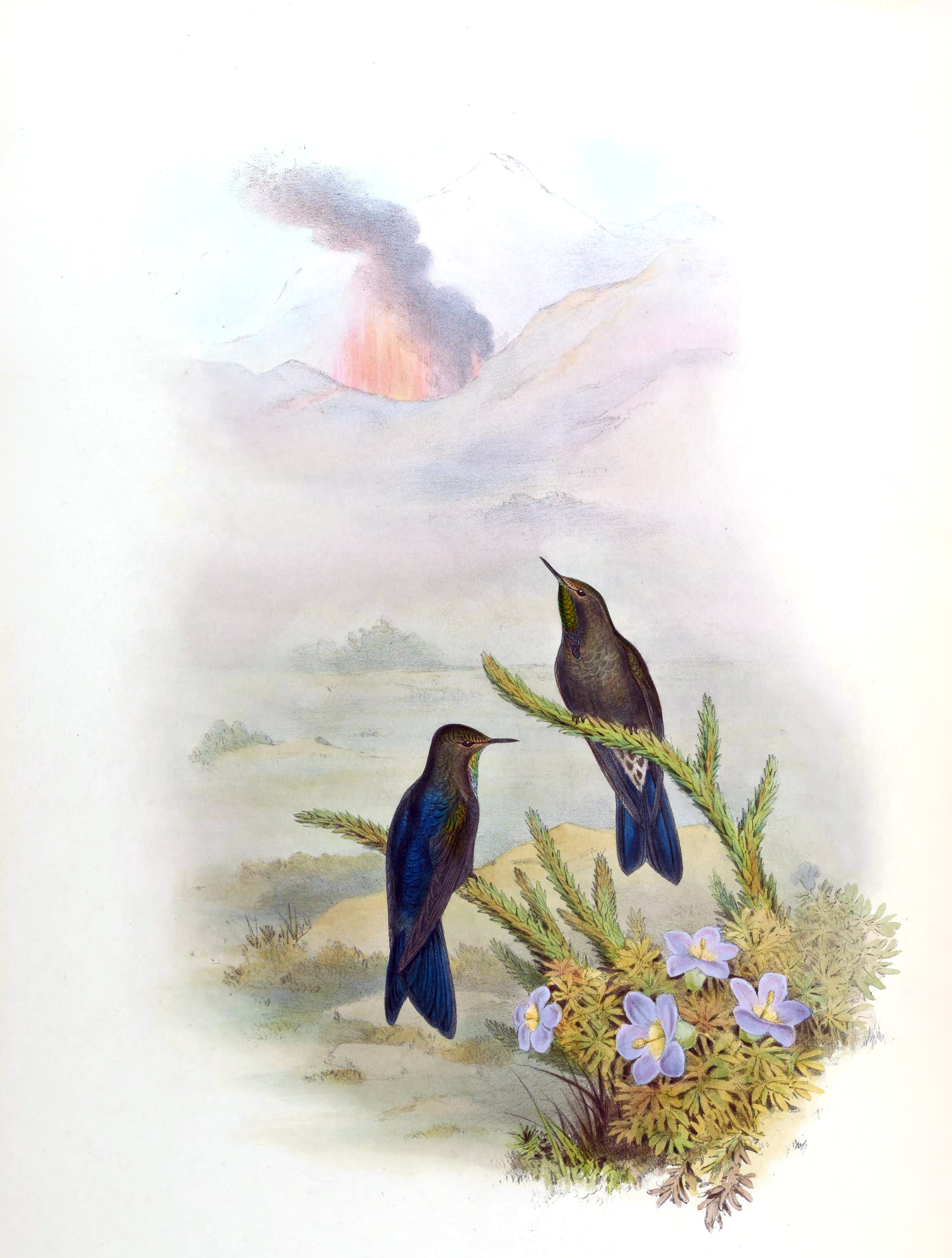
Синьохвості колібрі-тонкодзьоби

Довжина птаха становить 12-13 см, вага 4-6 г. Самці мають переважно попелясто-коричневе забарвлення, обличчя і шия з боків чорнуваті, тім'я і потилиця мають бронзово-зелений відблиск, спина має фіолетово-синій відтінок, надхвістя бірюзове. Хвіст довжиною 4,6 см, сталево-синій, роздвоєний. На горлі вузька райдужна пляма, що переливається від зеленого до пурпурового зверху вниз. У самиць хвіст коротший, спина позбарвлена відблиску, райдужна пляма на горлі відсутня, горло білувате, поцятковане бронзовими плямками, крайні стернові пера поцятковані білими плямками. Дзьоб короткий, чорний, довжиною 12 мм. У молодих птахів нижня частина тіла чорна, місцями поцяткована сірими плямками.

## Підвиди
Виділяють три підвиди:
- C. s. stanleyi (Bourcier, 1851) — Еквадорські Анди (від Карчі до Асуая);
- C. s. versigulare Zimmer, JT, 1924 — східні схили Перуанських Анд (на схід від річки Мараньйон, на південь до гір Кордильєра-де-Карпіш[es] в Уануко, також в горах Кордильєра-Бланка на західних схилах Анд;
- C. s. vulcani (Gould, 1852) — східні схили Анд в Перу (на південь від річки Уайага) та в Болівії (на південь до Кочабамби).

## Поширення і екологія
Синьохвості колібрі-тонкодзьоби мешкають в Еквадорі, Перу і Болівії. Вони живуть на високогірних луках парамо і пуна та у високогірних заростях Polylepis і Gynoxys. Зустрічаються поодинці, на висоті від 3000 до 4200 м над рівнем моря, місцями на висоті від 2000 до 4500 м над рівнем моря. Живляться нектаром дрібних квітів з родів Ribes, Gaultheria, Berberis, Gentiana, а також комахами. Синьохвості колібрі-тонкодзьоби агресивно захищають свої кормові території, відганяючи навіть цукристів. Гніздування припадає на сезон дощів. В кладці 2 яйця.